# Carnival Vol. II (Memoirs of an Immigrant)
Carnival Vol. II (Memoirs of an Immigrant) – płyta amerykańskiego muzyka Wyclefa Jeana, byłego członka zespołu The Fugees. Album został wydany 4 grudnia 2007 roku. Jak wskazuje nazwa jest on swoistą kontynuacją pierwszego solowego albumu artysty – Wyclef Jean presents The Carnival z 1997 roku. Wyclef do współpracy nad krążkiem zaprosił wielu znakomitych artystów jak na przykład Shakira, Mary J. Blige, Will.i.am, czy Norah Jones.
Pierwszym singlem promującym krążek był utwór pod tytułem Sweetest Girl (Dollar Bill), w którym usłyszymy wokal między innymi Akona.

## Lista utworów
1. "Intro"
2. "Riot" (featuring Serj Tankian and Sizzla)
3. "Sweetest Girl (Dollar Bill)" (featuring Akon, Lil Wayne and introducing Niia)
4. "Welcome to the East" (featuring Sizzla)
5. "Slow Down" (featuring T.I.)
6. "King & Queen" (featuring Shakira)
7. "Fast Car" (featuring Paul Simon)
8. "What About the Baby" (featuring Mary J. Blige)
9. "Hollywood Meets Bollywood" (Immigration) (featuring Chamillionaire)
10. "Any Other Day" (featuring Norah Jones)
11. "Heaven's in New York"
12. "Selena" (featuring Melissa Jimenez)
13. "Touch Your Button Carnival Jam" (featuring Will.I.Am, Melissa Jimenez, Machel Montano, Daniela Mercury, Black Alex, Djkout Mizik)
14. "Outro"